# 네덜란드-싱가포르 관계
네덜란드·싱가포르 관계란 네덜란드 왕국과 싱가포르 공화국 간의 양자 관계를 말한다. 1965년 8월 싱가포르의 독립선언으로 네덜란드는 싱가포르를 주권국가로 인정하고 이 나라와 외교관계를 맺어 유럽 국가 중 첫 독립 승인 국가가 되었다. 네덜란드는 싱가포르에 대사관을, 싱가포르는 벨기에 브뤼셀에 있는 대사관을 통해 네덜란드로 대표된다.

## 역사
네덜란드와 싱가포르 간의 무역관계는 19세기에 시작됐다. 1819년 스탠퍼드 래플스가 싱가포르를 설립했을 때 네덜란드는 싱가포르가 지배하에 있었고 영국이 싱가포르에서 철수하기를 원했다며 불만을 갖고 있었다. 영국은 철수하지 않고 1824년 영란조약에 서명했고 네덜란드는 싱가포르에서의 영국 점령을 인정했다.
1961년 싱가포르 정부는 네덜란드의 경제학자 앨버트 윈세미우스를 1984년까지 최고 경제고문에 임명했다. 1965년 8월 9일 싱가포르는 말레이시아에 의해 추방되고 독립을 선언했다. 네덜란드는 1965년 12월 7일 싱가포르와 외교관계를 수립해 유럽 국가로는 첫 외교관계가 수립됐다.
2013년 1월 2325일 사이에 베아트릭스 네덜란드 여왕이 싱가포르를 방문해 토니 탄 대통령과 리셴룽 총리를 만났다. 탄 대통령은 국빈만찬에서 네덜란드는 싱가포르의 첫 친구이자 가장 확고한 친구다. 오늘날 이 우정은 소국, 외향적이고 미래를 내다본 나라들로서 공통의 이익에 힘입어 지속적으로 번영하고 있다고 말했다. 방문 중에 양 정상은 국가간의 협력을 높이는 방안에 대해 의논했다. 네덜란드는 싱가포르와 유럽연합(EU)의 자유무역협정을 강력히 지지하겠다고 약속했다.

## 무역 관계
2015년 유럽연합(EU)에서 싱가포르의 가장 중요한 무역 상대국은 네덜란드이다. 2015년에는 네덜란드 기업 1,000개 이상이 싱가포르에 진출했으며 100개에 가까운 싱가포르 기업이 네덜란드에 진출했다고 보고되었다. 2009년, 네덜란드는 싱가포르에 대한 투자액이 500억 싱가포르 달러를 넘는 2위였다. 싱가포르의 네덜란드 투자 총액은 31억 싱가포르달러나 된다.
2012년에는 네덜란드로의 수출액은 46.8억 달러, 네덜란드로부터의 수출액은 65.9억 달러가 될 것이다. 싱가포르에서 네덜란드로 수출되는 제품은 화학제품, 기계, 정제석유 등인데 네덜란드는 주로 싱가포르에 정제석유를 수출한다.

## 군사적 관계
싱가포르군과 네덜란드군은 군사훈련 편성, 합동작전, 직업교류 등을 통해 협력하고 있다.
네덜란드 왕실 해군사령관 잔 윌리엄 켈러 부사령관은 2007년 1월 16일부터 1월 18일 사이에 싱가포르를 방문했다. 그는 테오치힌 국방장관과 회담하여 창기 해군 기지를 시찰하였다.